# The Night They Came Home
Pour plus de détails, voir Fiche technique et Distribution.
The Night They Came Home est un film américain réalisé par Paul G. Volk et sorti en 2024. Écrit par John A. Russo et James O'Brien, ce western met en vedette Brian Austin Green, Robert Carradine, Charlie Townsend, Tim Abell, Kelsey Reinhardt et Danny Trejo.
Le film sort aux Etats-Unis directement en vidéo et en vidéo à la demande le 12 janvier 2024 par Lionsgate Home Entertainment.

## Synopsis

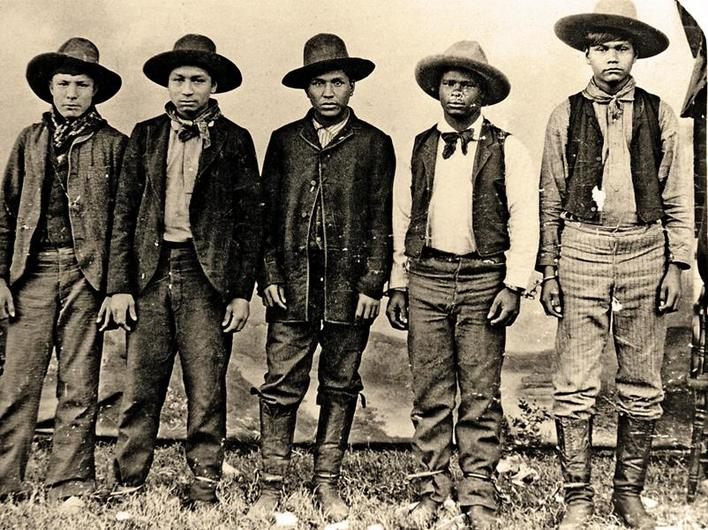
le gang de Rufus Buck

Dans l'Ouest américain en 1895, un US Marshal s'associe aux Amérindiens pour traquer le gang de Rufus Buck sur leur territoire.

## Distribution
- Charlie Townsend : Rufus Buck
- Phillip Andre Botello : Lucky Davis
- Danny Trejo : Digger
- Robert Carradine : Bart
- Weston Cage : Bob
- Brian Austin Green
- Tim Abell : Heck Thomas (en)
- Peter Sherayko : George Maledon (en)
- Kelsey Reinhardt : Jolene Palmer

- Version française[réf. nécessaire]
  - Studio de doublage : MJM Post Prod
  - Adaptation : Ambre Danglard et Charlotte Faucon

## Production
En décembre 2023, la fin de la production d'un thriller western est annoncée. Intitulé The Night They Came Home, il est réalisé par Paul G. Volk et écrit par John A. Russo et James O'Brien. Charlie Townsend, Danny Trejo, Robert Carradine, Weston Cage, Brian Austin Green, Tim Abell, Peter Sherayko et Kelsey Reinhardt font partie du casting.

## Sortie et accueil
The Night They Came Home sort le 12 janvier 2024, distribué par Lionsgate Home Entertainment.